# Три мушкарца и колевка
Три мушкарца и колевка (фр. Trois hommes et un couffin) је француски играни филм из 1985. године. Филм је режирала сценаристкиња и редитељка комедија Колин Серо (фр. Coline Serreau).

## Радња
Филм Три мушкарца и колевка је прича о тројици нежења који, искључиво усредсређени на забављање и необавезно провођење с девојкама, нису ни слутили колико ће им долазак мале девојчице животу дати други смисао.
Три слободна мушкарца Жак, Пјер и Мишел, живе заједно неоптерећено у стану. Жак (André Dussollier) ради као стјуарт Аир Франса и једног дана стиже пакет на његово име, а пријатељи га преузму од поштара. Нико од њих не зна шта је у пакету. Жак пословно одлази на пут на Тајланд, а у међувремену, осим тајанственог пакета, двојици његових цимера пристигне и још један неочекивани "пакет", насловљен на Жака. Бивша дјевојка му оставља тромесечну девојчицу о којој се не може бринути. Три мушкарца немају избора: морају нахранити дете, морају му променити пелене, а они о свему томе немају појма. Са друге стране, не слуте да су им за петама дилери дроге, али и полиција.

## Улоге
| Главне улоге        | Главне улоге   |
| Глумац              | Улога          |
| ------------------- | -------------- |
| Ролан Жиро          | Пјер           |
| Мишел Бужена        | Мишел          |
| Андре Дисолије      | Жак            |
| Филипин Лерој-Болио | Силвиа         |
| Доминик Лаванан     | Госпођо Рапонс |
| Марта Вилалонга     | Антоанета      |

## Награде
На додели награде Француске филмске академије Цезар, 1996. године, филм је добио три награде:
- за најбољи филм
- за најбољу епизодну мушку улогу (Мишел Бужена)
- за најбољи сценарио, адаптацију и дијалоге (Колин Серо)

филм је био номинован за још три награде: за најбољу споредну глумицу (Dominique Lavanant), за најбољу младу женску наду (Philippine Leroy-Beaulieu) и за најбољег режисера (Колин Серо).